# Campionato Italiano Football a 9 FIDAF 2019
Il Campionato Italiano Football a 9 FIDAF 2019 (CIF9) è la 12ª edizione del campionato di football americano di Terza Divisione organizzato dalla FIDAF (33ª edizione del campionato di terzo livello, 17ª edizione a 9 giocatori). Vi partecipano 43 squadre. Il campionato è diviso in dieci gironi, formati da 4 o 5 team ciascuno.
Gli Steelers Terni si sono ritirati prima dell'inizio del torneo.

## Squadre partecipanti
Le modifiche nell'organico rispetto all'edizione 2018 sono le seguenti:
- gli Angels Pesaro si sono autoretrocessi dalla Prima Divisione[1].
- i Chiefs Ravenna,i Crusaders Cagliari, i Frogs Legnano, i Mad Bulls Barletta e i West Coast Raiders si sono autoretrocessi dalla Seconda Divisione.
- il 31 ottobre 2018 le Aquile Ferrara hanno reso noto di aver chiesto di partecipare al bando per l'ammissione alla Seconda Divisione[2]; la domanda di promozione è stata accolta il successivo 6 novembre[3].
- gli 82'ers Napoli, i Blitz Balangero (già San Carlo e Ciriè) e i Leoni Basiliano (già Friuli Venezia Giulia, Palmanova e Udine) rientrano in un campionato tackle federale.
- i Razorbacks Piemonte debuttano in un campionato federale tackle.
- i Vikings Cavallermaggiore debuttano in un campionato federale.
- i Black Tide Catanzaro, i Cardinals Palermo, i Crabs Pescara e i Rebels Castel San Giorgio non partecipano al campionato.
- i Giants Bolzano non schierano il farm team.

| Club                         | Città                 | Stadio                | Sponsor ufficiale          | Risultato nella stagione 2018                           |
| ---------------------------- | --------------------- | --------------------- | -------------------------- | ------------------------------------------------------- |
| 29ers Alto Livenza           | Caneva                |                       |                            | Semifinali di Conference                                |
| 82'ers Napoli                | Napoli                |                       |                            | Attivi in EPS                                           |
| Achei Crotone                | Crotone               |                       | Mida Tecnologie Ambientali | Quarti di finale di conference                          |
| Alfieri Asti                 | Asti                  |                       |                            | 5º posto in regular season Terza Divisione (girone F)   |
| Alligators Rovigo            | Rovigo                |                       |                            | 3º posto in regular season Terza Divisione (girone G)   |
| Angels Pesaro                | Pesaro                |                       |                            | 9º posto in regular season Prima Divisione              |
| Blitz Balangero              | Balangero (TO)        |                       |                            |                                                         |
| Briganti Napoli              | Napoli                | Briganti Field        |                            | Quarti di finale di Conference                          |
| Broncos-Titans Romagna       | Forlì                 |                       |                            | 4º posto in regular season Terza Divisione (girone E)   |
| Buccaneers Comacchio         | Comacchio (FE)        |                       |                            | 4º posto in regular season Terza Divisione (girone G)   |
| Chiefs Ravenna               | Ravenna               |                       |                            | Wild Card Seconda Divisione                             |
| Crusaders Cagliari           | Cagliari              |                       |                            | 4º posto in regular season Seconda Divisione (girone C) |
| Doves Bologna                | Bologna               |                       |                            | 3º posto in regular season Terza Divisione (girone E)   |
| Draghi Udine                 | Udine                 |                       |                            | 4º posto in regular season Terza Divisione (girone I)   |
| Eagles Salerno               | Salerno               | Stadio Donato Vestuti |                            | Quarti di finale di Conference                          |
| Elephants Catania            | Catania               |                       |                            | Finalisti                                               |
| Fighting Ducks Lazio         | Roma                  |                       |                            | Quarti di finale di Conference                          |
| Frogs Legnano                | Legnano (MI)          |                       |                            | 4º posto in regular season Seconda Divisione (girone D) |
| Hurricanes Vicenza           | Vicenza               |                       |                            | Quarti di finale di Conference                          |
| Islanders Venezia            | Venezia               |                       |                            | Finale di Conference                                    |
| Lancieri Novara              | Novara                |                       |                            | Wild Card                                               |
| Legio XIII Roma              | Roma                  |                       |                            | 4º posto in regular season Terza Divisione (girone C)   |
| Leoni Basiliano              | Basiliano             |                       |                            | Attivi in EPS e a flag                                  |
| Mad Bulls Barletta           | Barletta              |                       |                            | 3º posto in regular season Seconda Divisione (girone B) |
| Mexicans Pederobba           | Pederobba (TV)        |                       |                            | Quarti di finale di Conference                          |
| Minatori Roma Sud            | Genazzano (RM)        |                       |                            | Semifinali di conference                                |
| Muli Trieste                 | Trieste               |                       |                            | Quarti di finale di Conference                          |
| Navy Seals Bari              | Bari                  |                       |                            | Wild Card                                               |
| Nuovi Grifoni Perugia        | Perugia               |                       |                            | Semifinali di Conference                                |
| Pirates Savona               | Savona                |                       |                            | 4º posto in regular season Terza Divisione (girone F)   |
| Predatori Golfo del Tigullio | Chiavari (GE)         |                       |                            | Finale di Conference                                    |
| Rams Milano                  | Milano                |                       |                            | Wild Card                                               |
| Ravens Imola                 | Imola (BO)            |                       |                            | Vincitori del Ninebowl                                  |
| Razorbacks Piemonte          | Torino                |                       |                            | Esordienti                                              |
| Redskins Verona              | Verona                |                       |                            | Semifinali di Conference                                |
| Sirbons Cagliari             | Assemini (CA)         |                       |                            | 3º posto in regular season Terza Divisione (girone C)   |
| Steelers Terni               | Terni                 |                       |                            | 4º posto in regular season Terza Divisione (girone D)   |
| Thunders Trento              | Trento                |                       |                            | 4º posto in regular season Terza Divisione (girone H)   |
| Trappers Cecina              | Cecina (LI)           |                       |                            | Wild Card                                               |
| Veterans Grosseto            | Grosseto              |                       |                            | Wild Card                                               |
| Vikings Cavallermaggiore     | Cavallermaggiore (CN) |                       |                            | Esordienti                                              |
| West Coast Raiders           | Pisa/Livorno          |                       |                            | 4º posto in regular season Seconda Divisione (girone B) |
| Wolverines Piacenza          | Piacenza              |                       |                            | Wild Card                                               |

## Stagione regolare

### Calendario

#### 1ª giornata
| 16 febbraio 2019 | Steelers Terni | - – - | Briganti Napoli |  |

| San Giovanni Lupatoto 17 febbraio 2019, ore 14:30 | Redskins Verona | 20 – 0 (0-0 6-0 7-0 7-0) referto | Thunders Trento | C.S. Mozzo (1000 spett.)\| Arbitro: \| Garlaschi \| |
| Arbitro:                                          | Garlaschi       |                                  |                 |                                                     |

| Pesaro 17 febbraio 2019, ore 14:30 | Angels Pesaro | 27 – 33 (d.t.s.) (7-7 6-7 14-7 0-6 0-6) referto | Chiefs Ravenna | Campo Sportivo (300 spett.)\| Arbitro: \| S. Bernini \| |
| Arbitro:                           | S. Bernini    |                                                 |                |                                                         |

| Caneva 17 febbraio 2019, ore 15:00 | 29ers Alto Livenza | 6 – 7 (0-0 6-0 0-0 0-7) referto | Leoni Basiliano | C.S. Comunale (100 spett.)\| Arbitro: \| M. Cuppari \| |
| Arbitro:                           | M. Cuppari         |                                 |                 |                                                        |

| Faenza 17 febbraio 2019, ore 15:30 | Broncos-Titans Romagna | 56 – 6 (19-0 10-6 13-0 14-0) referto | Buccaneers Comacchio | C.S. La Graziola (100 spett.)\| Arbitro: \| A. Maghini \| |
| Arbitro:                           | A. Maghini             |                                      |                      |                                                           |

| Genazzano 17 febbraio 2019, ore 16:10 | Minatori Roma Sud | 35 – 22 (7-7 0-0 6-7 22-8) referto | Legio XIII Roma | C.S. Le Rose (100 spett.)\| Arbitro: \| M. Americi \| |
| Arbitro:                              | M. Americi        |                                    |                 |                                                       |

#### 2ª giornata
| Rovigo 23 febbraio 2019, ore 15:00 | Alligators Rovigo | 2 – 41 (0-18 0-7 2-8 0-8) referto | Islanders Venezia | Stadio Mario Battaglini (50 spett.)\| Arbitro: \| B. Jovanovic \| |
| Arbitro:                           | B. Jovanovic      |                                   |                   |                                                                   |

| Grugliasco 23 febbraio 2019, ore 21:00 | Razorbacks Piemonte | 42 – 0 (14-0 10-0 12-0 6-0) referto | Alfieri Asti | C.S. Cus Torino (200 spett.)\| Arbitro: \| A. Gentile \| |
| Arbitro:                               | A. Gentile          |                                     |              |                                                          |

| Bari 24 febbraio 2019, ore 14:00 | Navy Seals Bari | 0 – 33 (0-0 0-20 0-6 0-7) referto | Mad Bulls Barletta | Stadio della Vittoria (60 spett.)\| Arbitro: \| U. di Bari \| |
| Arbitro:                         | U. di Bari      |                                   |                    |                                                               |

| Novara 24 febbraio 2019, ore 14:00 | Lancieri Novara | 34 – 20 (13-7 14-0 0-6 7-7) referto | Wolverines Piacenza | Lancieri Field (100 spett.)\| Arbitro: \| M. Bernardi \| |
| Arbitro:                           | M. Bernardi     |                                     |                     |                                                          |

| Catania 24 febbraio 2019, ore 14:10 | Elephants Catania | 23 – 2 (14-0 0-2 0-0 9-0) referto | Achei Crotone | Campo Sportivo CUS (100 spett.)\| Arbitro: \| Cuppari \| |
| Arbitro:                            | Cuppari           |                                   |               |                                                          |

| San Giovanni Lupatoto 24 febbraio 2019, ore 14:30 | Redskins Verona | 42 – 6 (8-0 7-6 13-0 14-0) referto | Mexicans Pederobba | C.S. Mozzo (200 spett.)\| Arbitro: \| B. Jovanovic \| |
| Arbitro:                                          | B. Jovanovic    |                                    |                    |                                                       |

| Albisola Superiore 24 febbraio 2019, ore 14:30 | Pirates Savona | 36 – 13 (16-0 7-6 0-0 13-7) referto | Vikings Cavallermaggiore | Campo Sportivo Luceto (80 spett.)\| Arbitro: \| P. Moglia \| |
| Arbitro:                                       | P. Moglia      |                                     |                          |                                                              |

| Bienate 24 febbraio 2019, ore 15:00 | Frogs Legnano | 0 – 52 (0-25 0-14 0-13 0-0) referto | Predatori Golfo del Tigullio | Stadio di Bienate (50 spett.)\| Arbitro: \| F. Garlaschi \| |
| Arbitro:                            | F. Garlaschi  |                                     |                              |                                                             |

| Perugia 24 febbraio 2019, ore 15:15 | Nuovi Grifoni Perugia | 39 – 12 (7-0 13-0 6-6 13-6) referto | Eagles Salerno | S.C. S.Sisto (50 spett.)\| Arbitro: \| L. Ferracuti \| |
| Arbitro:                            | L. Ferracuti          |                                     |                |                                                        |

| Casalfiumanese 24 febbraio 2019, ore 15:40 | Ravens Imola | 46 – 14 (12-0 28-0 0-6 6-8) referto | Doves Bologna | C.S. Casalfiumanese (80 spett.)\| Arbitro: \| S. Bernini \| |
| Arbitro:                                   | S. Bernini   |                                     |               |                                                             |

| San Pietro in Palazzi 24 febbraio 2019, ore 15:47 | Trappers Cecina | 21 – 15 (8-0 13-0 0-7 0-8) referto | West Coast Raiders | C.S. Athos Martellacci (150 spett.)\| Arbitro: \| G. Virone \| |
| Arbitro:                                          | G. Virone       |                                    |                    |                                                                |

#### 3ª giornata
| 2 marzo 2019 | Nuovi Grifoni Perugia | - – - | Steelers Terni |  |

| Napoli 2 marzo 2019, ore 14:45 | Briganti Napoli | 31 – 6 (8-0 7-6 2-0 14-0) referto | 82'ers Napoli | Briganti Field (300 spett.) |

| Rovigo 2 marzo 2019, ore 15:05 | Alligators Rovigo | 24 – 19 (0-6 8-0 0-7 16-6) referto | Ravens Imola | Stadio Mario Battaglini (100 spett.) |

| Volania 2 marzo 2019, ore 20:30 | Buccaneers Comacchio | 6 – 55 (0-14 0-27 0-7 6-7) referto | Angels Pesaro | Buccaneers Arena (30 spett.)\| Arbitro: \| B. Jovanovic \| |
| Arbitro:                        | B. Jovanovic         |                                    |               |                                                            |

| Marina di Ravenna 2 marzo 2019, ore 20:30 | Chiefs Ravenna | 40 – 7 (0-0 20-0 14-7 6-0) referto | Broncos-Titans Romagna | Campo Comunale T. Sirotti (350 spett.)\| Arbitro: \| L. Ferracuti \| |
| Arbitro:                                  | L. Ferracuti   |                                    |                        |                                                                      |

| Grugliasco 2 marzo 2019, ore 21:20 | Razorbacks Piemonte | 52 – 14 (20-6 13-8 13-0 6-0) referto | Blitz Balangero | C.S. Cus Torino (200 spett.)\| Arbitro: \| P. Moglia \| |
| Arbitro:                           | P. Moglia           |                                      |                 |                                                         |

| Chiavari 2 marzo 2019, ore 21:30 | Predatori Golfo del Tigullio | 24 – 7 (0-0 7-0 0-7 17-0) referto | Lancieri Novara | C.S. Daneri (100 spett.)\| Arbitro: \| Camossa \| |
| Arbitro:                         | Camossa                      |                                   |                 |                                                   |

| Mascalucia 3 marzo 2019, ore 12:00 | Elephants Catania | 34 – 13 (0-0 7-0 13-0 14-13) referto | Navy Seals Bari | Stadio Bonaiuto Somma (200 spett.)\| Arbitro: \| A. Chiello \| |
| Arbitro:                           | A. Chiello        |                                      |                 |                                                                |

| Roma 3 marzo 2019, ore 14:10 | Legio XIII Roma | 23 – 20 (0-7 10-7 0-0 13-6) referto | Crusaders Cagliari | C.S. Longarina (70 spett.) |

| Cavallermaggiore 3 marzo 2019, ore 14:30 | Vikings Cavallermaggiore | 58 – 0 (22-0 22-0 8-0 6-0) referto | Alfieri Asti | Campo Sportivo Comunale (80 spett.)\| Arbitro: \| P. Moglia \| |
| Arbitro:                                 | P. Moglia                |                                    |              |                                                                |

| Piacenza 3 marzo 2019, ore 15:00 | Wolverines Piacenza | 38 – 36 (12-0 12-12 14-8 0-16) referto | Rams Milano | Centro Sportivo Rugby Gigi Savoia (50 spett.)\| Arbitro: \| Zampedri \| |
| Arbitro:                         | Zampedri            |                                        |             |                                                                         |

| Orgnano 3 marzo 2019, ore 15:00 | Leoni Basiliano | 20 – 14 (0-0 13-7 7-0 0-7) referto | Muli Trieste | Polisportiva Orgnano (127 spett.)\| Arbitro: \| S. d'Amato \| |
| Arbitro:                        | S. d'Amato      |                                    |              |                                                               |

| Trento 3 marzo 2019, ore 15:30 | Thunders Trento | 7 – 2 (0-0 7-2 0-0 0-0) referto | Hurricanes Vicenza | Campo Fersina (250 spett.)\| Arbitro: \| B. Jovanovic \| |
| Arbitro:                       | B. Jovanovic    |                                 |                    |                                                          |

| San Pietro in Palazzi 3 marzo 2019, ore 15:35 | Trappers Cecina | 52 – 0 (17-0 19-0 10-0 6-0) referto | Veterans Grosseto | C.S. Athos Martellacci (150 spett.)\| Arbitro: \| F. Mariotti \| |
| Arbitro:                                      | F. Mariotti     |                                     |                   |                                                                  |

| Ciampino 3 marzo 2019, ore 16:30 | Fighting Ducks Lazio | 23 – 20 (7-13 0-7 13-0 3-0) referto | Minatori Roma Sud | C.S. Arnaldo Fuso (200 spett.) |

#### 4ª giornata
| 9 marzo 2019 | Eagles Salerno | - – - | Steelers Terni |  |

| Vicenza 9 marzo 2019, ore 15:00 | Hurricanes Vicenza | 0 – 57 (0-13 0-16 0-14 0-14) referto | Redskins Verona | BPVI Arena (200 spett.)\| Arbitro: \| Tomaz \| |
| Arbitro:                        | Tomaz              |                                      |                 |                                                |

| Balangero 9 marzo 2019, ore 15:24 | Blitz Balangero | 18 – 32 (0-6 12-0 6-20 0-6) referto | Pirates Savona | C.S. Colombo "Blitzfield" (150 spett.)\| Arbitro: \| P. Moglia \| |
| Arbitro:                          | P. Moglia       |                                     |                |                                                                   |

| Favaro Veneto 9 marzo 2019, ore 20:30 | Islanders Venezia | 50 – 0 (13-0 14-0 14-0 9-0) referto | Doves Bologna | Centro Sportivo Comunale (100 spett.) |

| San Giuliano Terme 9 marzo 2019, ore 20:30 | West Coast Raiders | 35 – 8 (13-0 7-0 8-0 7-8) referto | Veterans Grosseto | Stadio "G. Bui" (100 spett.)\| Arbitro: \| R. Passalacqua \| |
| Arbitro:                                   | R. Passalacqua     |                                   |                   |                                                              |

| Bresso 9 marzo 2019, ore 21:00 | Rams Milano | 54 – 14 (6-8 6-6 22-0 20-0) referto | Frogs Legnano | Centro Sportivo Comunale (150 spett.) |

| Napoli 10 marzo 2019, ore 14:30 | Briganti Napoli | 24 – 21 (d.t.s.) (7-0 7-7 7-0 0-14 3-0) referto | Nuovi Grifoni Perugia | Briganti Field (150 spett.)\| Arbitro: \| G. Genise \| |
| Arbitro:                        | G. Genise       |                                                 |                       |                                                        |

| Crotone 10 marzo 2019, ore 14:35 | Achei Crotone | 8 – 13 (0-6 0-0 0-7 8-0) referto | Mad Bulls Barletta | Achei Field (200 spett.)\| Arbitro: \| Chiello \| |
| Arbitro:                         | Chiello       |                                  |                    |                                                   |

| Genazzano 10 marzo 2019, ore 14:45 | Minatori Roma Sud | 20 – 41 (0-0 0-0 12-7 8-34) referto | Crusaders Cagliari | C.S. Le Rose (100 spett.)\| Arbitro: \| G. Curatolo \| |
| Arbitro:                           | G. Curatolo       |                                     |                    |                                                        |

| Trento 10 marzo 2019, ore 15:00 | Thunders Trento | 35 – 12 (8-0 20-0 0-0 7-12) referto | Mexicans Pederobba | Campo Fersina (200 spett.)\| Arbitro: \| Camossa \| |
| Arbitro:                        | Camossa         |                                     |                    |                                                     |

| Piacenza 10 marzo 2019, ore 15:00 | Wolverines Piacenza | 22 – 15 (6-0 9-0 7-0 0-15) referto | Lancieri Novara | Centro Sportivo Rugby Gigi Savoia (60 spett.)\| Arbitro: \| S. Bernini \| |
| Arbitro:                          | S. Bernini          |                                    |                 |                                                                           |

#### 5ª giornata
| 16 marzo 2019 | Steelers Terni | - – - | 82'ers Napoli |  |

| Barletta 16 marzo 2019, ore 20:30 | Mad Bulls Barletta | 40 – 0 (6-0 10-0 7-0 17-0) referto | Elephants Catania | C.S. Manzi-Chiapulin (150 spett.) |

| Favaro Veneto 16 marzo 2019, ore 21:02 | Islanders Venezia | 26 – 0 (0-0 20-0 0-0 6-0) referto | Ravens Imola | Centro Sportivo Comunale (100 spett.)\| Arbitro: \| P. Moglia \| |
| Arbitro:                               | P. Moglia         |                                   |              |                                                                  |

| Ciampino 17 marzo 2019, ore 13:00 | Fighting Ducks Lazio | 56 – 48 (12-6 14-21 0-7 22-14) referto | Legio XIII Roma | C.S. Arnaldo Fuso (200 spett.) |

| Bari 17 marzo 2019, ore 14:00 | Navy Seals Bari | 28 – 38 (0-6 7-16 0-8 21-8) referto | Achei Crotone | Stadio della Vittoria (30 spett.)\| Arbitro: \| B. Jovanovic \| |
| Arbitro:                      | B. Jovanovic    |                                     |               |                                                                 |

| Asti 17 marzo 2019, ore 14:30 | Alfieri Asti | 0 – 29 (0-0 0-2 0-7 0-20) referto | Razorbacks Piemonte | Circolo Grande Torino (50 spett.)\| Arbitro: \| A. Pagani \| |
| Arbitro:                      | A. Pagani    |                                   |                     |                                                              |

| Albisola Superiore 17 marzo 2019, ore 14:30 | Pirates Savona | 37 – 14 (0-6 6-8 8-0 15-0) referto | Blitz Balangero | Campo Sportivo Luceto (70 spett.)\| Arbitro: \| M. Bernardi \| |
| Arbitro:                                    | M. Bernardi    |                                    |                 |                                                                |

| Bienate 17 marzo 2019, ore 15:00 | Frogs Legnano | 6 – 42 (0-7 6-22 0-0 0-13) referto | Rams Milano | Stadio di Bienate (100 spett.)\| Arbitro: \| G. Rizzello \| |
| Arbitro:                         | G. Rizzello   |                                    |             |                                                             |

| Pasian di Prato 17 marzo 2019, ore 15:00 | Draghi Udine | 21 – 47 (0-13 0-13 21-7 0-14) referto | 29ers Alto Livenza | C.S.Degano e Zorzi (90 spett.)\| Arbitro: \| S. d'Amato \| |
| Arbitro:                                 | S. d'Amato   |                                       |                    |                                                            |

| Napoli 17 marzo 2019, ore 15:05 | 82'ers Napoli | 0 – 50 (0-14 0-20 0-8 0-8) referto | Eagles Salerno | C.S. Green Sport (30 spett.) |

| Volania 17 marzo 2019, ore 15:30 | Buccaneers Comacchio | 0 – 60 (0-35 0-13 0-6 0-6) referto | Chiefs Ravenna | Buccaneers Arena (40 spett.)\| Arbitro: \| S. Bernini \| |
| Arbitro:                         | S. Bernini           |                                    |                |                                                          |

#### 6ª giornata
| Vicenza 23 marzo 2019, ore 15:00 | Hurricanes Vicenza | 19 – 20 (0-6 6-0 6-7 7-7) referto | Mexicans Pederobba | BPVI Arena (100 spett.)\| Arbitro: \| Cuppari \| |
| Arbitro:                         | Cuppari            |                                   |                    |                                                  |

| Barletta 23 marzo 2019, ore 20:30 | Mad Bulls Barletta | 35 – 14 (0-7 7-0 7-7 21-0) referto | Navy Seals Bari | C.S. Manzi-Chiapulin (150 spett.) |

| Istia d'Ombrone 24 marzo 2019, ore 14:00 | Veterans Grosseto | 14 – 28 (0-0 8-15 6-6 0-7) referto | Sirbons Cagliari | C.S. Veterans Field (150 spett.)\| Arbitro: \| Mariotti \| |
| Arbitro:                                 | Mariotti          |                                    |                  |                                                            |

| Fiaschetti 24 marzo 2019, ore 14:00 | 29ers Alto Livenza | 47 – 8 (7-2 20-0 14-6 6-0) referto | Muli Trieste | Campo Sportivo (100 spett.)\| Arbitro: \| S. d'Amato \| |
| Arbitro:                            | S. d'Amato         |                                    |              |                                                         |

| Asti 24 marzo 2019, ore 14:30 | Alfieri Asti | 0 – 46 (0-12 0-28 0-6 0-0) referto | Vikings Cavallermaggiore | Circolo Grande Torino (50 spett.)\| Arbitro: \| A. Gentile \| |
| Arbitro:                      | A. Gentile   |                                    |                          |                                                               |

| Pesaro 24 marzo 2019, ore 14:30 | Angels Pesaro | 45 – 6 (14-0 6-0 13-0 12-6) referto | Broncos-Titans Romagna | Campo Sportivo (300 spett.)\| Arbitro: \| G. Virone \| |
| Arbitro:                        | G. Virone     |                                     |                        |                                                        |

| Piacenza 24 marzo 2019, ore 15:00 | Wolverines Piacenza | 6 – 53 (6-25 0-14 0-7 0-7) referto | Predatori Golfo del Tigullio | Centro Sportivo Rugby Gigi Savoia (50 spett.)\| Arbitro: \| Zampedri \| |
| Arbitro:                          | Zampedri            |                                    |                              |                                                                         |

| Ciampino 24 marzo 2019, ore 15:00 | Fighting Ducks Lazio | 22 – 23 (d.t.s.) (0-0 16-14 0-2 0-0 6-7) referto | Crusaders Cagliari | C.S. Arnaldo Fuso (250 spett.) |

| Novara 24 marzo 2019, ore 15:06 | Lancieri Novara | 30 – 6 (0-6 7-0 16-0 7-0) referto | Frogs Legnano | Lancieri Field (100 spett.) |

#### 7ª giornata
| Rovigo 30 marzo 2019, ore 15:00 | Alligators Rovigo | 20 – 43 (0-7 7-12 7-6 6-18) referto | Doves Bologna | Stadio Mario Battaglini (100 spett.)\| Arbitro: \| S. d'Amato \| |
| Arbitro:                        | S. d'Amato        |                                     |               |                                                                  |

| Roma 30 marzo 2019, ore 20:30 | Legio XIII Roma | 28 – 16 (0-7 7-3 14-6 7-0) referto | Minatori Roma Sud | C.S. Longarina (70 spett.)\| Arbitro: \| G. Marcuccetti \| |
| Arbitro:                      | G. Marcuccetti  |                                    |                   |                                                            |

| Volania 30 marzo 2019, ore 20:30 | Buccaneers Comacchio | 6 – 49 (0-21 6-7 0-7 0-14) referto | Broncos-Titans Romagna | Buccaneers Arena (20 spett.)\| Arbitro: \| S. d'Amato \| |
| Arbitro:                         | S. d'Amato           |                                    |                        |                                                          |

| Marina di Ravenna 30 marzo 2019, ore 20:30 | Chiefs Ravenna  | 10 – 7 (7-0 0-0 0-0 3-7) referto | Angels Pesaro | Campo Comunale (350 spett.)\| Arbitro: \| G. Sabbatinelli \| |
| Arbitro:                                   | G. Sabbatinelli |                                  |               |                                                              |

| Chiavari 30 marzo 2019, ore 21:00 | Predatori Golfo del Tigullio | 19 – 30 (7-0 6-14 6-8 0-8) referto | Rams Milano | C.S. Daneri (150 spett.)\| Arbitro: \| Passalacqua \| |
| Arbitro:                          | Passalacqua                  |                                    |             |                                                       |

| Crotone 31 marzo 2019, ore 12:40 | Achei Crotone | 30 – 22 (0-0 16-0 6-14 8-8) referto | Elephants Catania | Achei Field (100 spett.)\| Arbitro: \| A. Chiello \| |
| Arbitro:                         | A. Chiello    |                                     |                   |                                                      |

| Napoli 31 marzo 2019, ore 14:10 | 82'ers Napoli | 0 – 38 (0-16 0-8 0-6 0-8) referto | Briganti Napoli | C.S. Green Sport (100 spett.)\| Arbitro: \| G. Genise \| |
| Arbitro:                        | G. Genise     |                                   |                 |                                                          |

| Albisola Superiore 31 marzo 2019, ore 14:30 | Pirates Savona | 20 – 7 (6-0 0-7 7-0 7-0) referto | Razorbacks Piemonte | Campo Sportivo Luceto (80 spett.)\| Arbitro: \| A. Maghini \| |
| Arbitro:                                    | A. Maghini     |                                  |                     |                                                               |

| Istia d'Ombrone 31 marzo 2019, ore 14:30 | Veterans Grosseto | 20 – 64 (8-20 0-13 6-13 6-18) referto | Trappers Cecina | C.S. Veterans Field (250 spett.)\| Arbitro: \| Curatolo \| |
| Arbitro:                                 | Curatolo          |                                       |                 |                                                            |

#### 8ª giornata
| Assemini 6 aprile 2019, ore 12:18 | Sirbons Cagliari | 24 – 39 (0-14 7-12 7-7 10-6) referto | West Coast Raiders | Stadio Santa Maria (70 spett.)\| Arbitro: \| Colombo \| |
| Arbitro:                          | Colombo          |                                      |                    |                                                         |

| Bienate 6 aprile 2019, ore 20:30 | Frogs Legnano | 10 – 48 (8-14 0-34 2-0 0-0) referto | Wolverines Piacenza | Stadio di Bienate (50 spett.) |

| Grugliasco 6 aprile 2019, ore 21:00 | Razorbacks Piemonte | 16 – 32 (0-6 2-6 8-8 6-12) referto | Vikings Cavallermaggiore | C.S. Cus Torino (90 spett.)\| Arbitro: \| A. Gentile \| |
| Arbitro:                            | A. Gentile          |                                    |                          |                                                         |

| Cagliari 7 aprile 2019, ore 13:00 | Crusaders Cagliari | 10 – 26 (2-0 0-20 0-0 8-6) referto | Fighting Ducks Lazio | C.S Monte Claro (40 spett.)\| Arbitro: \| Colombo \| |
| Arbitro:                          | Colombo            |                                    |                      |                                                      |

| Onigo 7 aprile 2019, ore 14:00 | Mexicans Pederobba | 34 – 4 (7-2 7-2 13-0 7-0) referto | Hurricanes Vicenza | Campo Comunale |

| Asti 7 aprile 2019, ore 14:30 | Alfieri Asti | 12 – 44 (6-8 0-6 6-16 0-14) referto | Pirates Savona | Circolo Grande Torino (50 spett.)\| Arbitro: \| A. Pagani \| |
| Arbitro:                      | A. Pagani    |                                     |                |                                                              |

| Salerno 7 aprile 2019, ore 14:35 | Eagles Salerno | 0 – 35 (0-7 0-14 0-14 0-0) referto | Nuovi Grifoni Perugia | Stadio Donato Vestuti (30 spett.) |

| Trento 7 aprile 2019, ore 14:55 | Thunders Trento | 7 – 35 (7-7 0-14 0-14 0-0) referto | Redskins Verona | Campo Fersina (15 spett.)\| Arbitro: \| Garlaschi \| |
| Arbitro:                        | Garlaschi       |                                    |                 |                                                      |

| Pasian di Prato 7 aprile 2019, ore 15:00 | Draghi Udine | 12 – 19 (0-13 6-6 6-0 0-0) referto | Leoni Basiliano | C.S.Degano e Zorzi (90 spett.)\| Arbitro: \| S. d'Amato \| |
| Arbitro:                                 | S. d'Amato   |                                    |                 |                                                            |

| Casalfiumanese 7 aprile 2019, ore 15:35 | Ravens Imola | 22 – 16 (d.t.s.) (0-7 0-3 0-6 16-0 6-0) referto | Islanders Venezia | C.S. Casalfiumanese (300 spett.)\| Arbitro: \| S. Bernini \| |
| Arbitro:                                | S. Bernini   |                                                 |                   |                                                              |

#### 9ª giornata
| Assemini 13 aprile 2019, ore 13:00 | Sirbons Cagliari | 41 – 20 (6-0 28-8 7-6 0-6) referto | Veterans Grosseto | Stadio Santa Maria (50 spett.)\| Arbitro: \| Colombo \| |
| Arbitro:                           | Colombo          |                                    |                   |                                                         |

| Bologna 13 aprile 2019, ore 15:00 | Doves Bologna | 12 – 21 (0-7 0-7 6-7 6-7) referto | Ravens Imola | Centro sportivo "Giorgio Bernardi" (150 spett.)\| Arbitro: \| Tomaz \| |
| Arbitro:                          | Tomaz         |                                   |              |                                                                        |

| Favaro Veneto 13 aprile 2019, ore 20:30 | Islanders Venezia | 24 – 6 (7-0 9-0 0-6 8-0) referto | Alligators Rovigo | Centro Sportivo Comunale (100 spett.)\| Arbitro: \| B. Milosevic \| |
| Arbitro:                                | B. Milosevic      |                                  |                   |                                                                     |

| Barletta 13 aprile 2019, ore 20:30 | Mad Bulls Barletta | 37 – 0 (14-0 0-0 16-0 7-0) referto | Achei Crotone | C.S. Manzi-Chiapulin (50 spett.) |

| Trieste 13 aprile 2019, ore 21:00 | Muli Trieste | 6 – 20 (0-0 0-6 0-0 6-14) referto | Leoni Basiliano | C.S. San Luigi (200 spett.)\| Arbitro: \| A. Bankovic \| |
| Arbitro:                          | A. Bankovic  |                                   |                 |                                                          |

| Bari 14 aprile 2019, ore 12:06 | Navy Seals Bari | 6 – 21 (6-0 0-14 0-7 0-0) referto | Elephants Catania | Stadio della Vittoria (20 spett.)\| Arbitro: \| E. di Battista \| |
| Arbitro:                       | E. di Battista  |                                   |                   |                                                                   |

| Cagliari 14 aprile 2019, ore 13:30 | Crusaders Cagliari | 13 – 12 (0-3 0-0 7-3 6-6) referto | Legio XIII Roma | C.S Monte Claro (50 spett.)\| Arbitro: \| Colombo \| |
| Arbitro:                           | Colombo            |                                   |                 |                                                      |

| Napoli 14 aprile 2019, ore 14:30 | 82'ers Napoli | 12 – 48 (0-6 0-22 6-6 6-14) referto | Nuovi Grifoni Perugia | C.S. Green Sport (30 spett.)\| Arbitro: \| U. di Bari \| |
| Arbitro:                         | U. di Bari    |                                     |                       |                                                          |

| Pordenone 14 aprile 2019, ore 15:00 | 29ers Alto Livenza | 35 – 0 (3-0 14-0 10-0 8-0) referto | Draghi Udine | C.S. Borgomeduna (100 spett.) |

| Faenza 14 aprile 2019, ore 15:30 | Broncos-Titans Romagna | 21 – 55 (7-13 7-28 0-14 7-0) referto | Chiefs Ravenna | C.S. La Graziola (50 spett.)\| Arbitro: \| L. Ferracuti \| |
| Arbitro:                         | L. Ferracuti           |                                      |                |                                                            |

| San Giuliano Terme 14 aprile 2019, ore 16:30 | West Coast Raiders | 20 – 19 (0-7 6-0 0-6 14-6) referto | Trappers Cecina | Stadio "G. Bui" (50 spett.)\| Arbitro: \| S. Bernini \| |
| Arbitro:                                     | S. Bernini         |                                    |                 |                                                         |

| Genazzano 14 aprile 2019, ore 16:40 | Minatori Roma Sud | 27 – 20 (0-0 7-6 7-8 13-6) referto | Fighting Ducks Lazio | C.S. Le Rose (100 spett.)\| Arbitro: \| B. Jovanovic \| |
| Arbitro:                            | B. Jovanovic      |                                    |                      |                                                         |

#### 10ª giornata
| 27 aprile 2019 | Steelers Terni | - – - | Nuovi Grifoni Perugia |  |

| Pisa 27 aprile 2019, ore 12:00 | West Coast Raiders | 35 – 6 (0-0 21-0 7-6 7-0) referto | Sirbons Cagliari | C.S Porta a mare (70 spett.)\| Arbitro: \| M. Cuppari \| |
| Arbitro:                       | M. Cuppari         |                                   |                  |                                                          |

| Vicenza 27 aprile 2019, ore 15:00 | Hurricanes Vicenza | 0 – 27 (0-7 0-0 0-6 0-14) referto | Thunders Trento | BPVI Arena (50 spett.) |

| Marina di Ravenna 27 aprile 2019, ore 20:30 | Chiefs Ravenna | 77 – 0 (34-0 13-0 14-0 16-0) referto | Buccaneers Comacchio | Campo Comunale (150 spett.)\| Arbitro: \| L. Ferracuti \| |
| Arbitro:                                    | L. Ferracuti   |                                      |                      |                                                           |

| Bresso 27 aprile 2019, ore 21:00 | Rams Milano | 30 – 28 (0-7 22-13 8-0 0-8) referto | Wolverines Piacenza | Centro Sportivo Comunale (50 spett.) |

| Balangero 28 aprile 2019, ore 14:30 | Blitz Balangero | 6 – 14 (6-7 0-0 0-7 0-0) referto | Razorbacks Piemonte | C.S. Colombo "Blitzfield" (150 spett.)\| Arbitro: \| P. Moglia \| |
| Arbitro:                            | P. Moglia       |                                  |                     |                                                                   |

| Napoli 28 aprile 2019, ore 14:40 | Briganti Napoli | 30 – 22 (14-0 8-0 0-8 8-14) referto | Eagles Salerno | Briganti Field (200 spett.)\| Arbitro: \| U. di Bari \| |
| Arbitro:                         | U. di Bari      |                                     |                |                                                         |

| Pasian di Prato 28 aprile 2019, ore 15:00 | Draghi Udine | 15 – 12 (0-0 0-0 6-6 9-6) referto | Muli Trieste | C.S.Degano e Zorzi (32 spett.)\| Arbitro: \| Bankovic \| |
| Arbitro:                                  | Bankovic     |                                   |              |                                                          |

| Onigo 28 aprile 2019, ore 15:00 | Mexicans Pederobba | 8 – 35 (2-8 6-13 0-7 0-7) referto | Redskins Verona | Campo Comunale |

| Novara 28 aprile 2019, ore 16:00 | Lancieri Novara | 14 – 30 (0-0 7-10 7-13 0-7) referto | Predatori Golfo del Tigullio | Lancieri Field (100 spett.)\| Arbitro: \| F. Garlaschi \| |
| Arbitro:                         | F. Garlaschi    |                                     |                              |                                                           |

#### 11ª giornata
| Assemini 4 maggio 2019, ore 14:01 | Sirbons Cagliari | 6 – 34 (0-14 0-14 6-6 0-0) referto | Trappers Cecina | Stadio Santa Maria (50 spett.)\| Arbitro: \| Colombo \| |
| Arbitro:                          | Colombo          |                                    |                 |                                                         |

| Bologna 4 maggio 2019, ore 15:00 | Doves Bologna | 6 – 35 (0-0 6-14 0-14 0-7) referto | Islanders Venezia | Centro sportivo "Giorgio Bernardi" (50 spett.) |

| Cagliari 5 maggio 2019, ore 13:06 | Crusaders Cagliari | 13 – 6 (0-0 6-0 0-0 7-6) referto | Minatori Roma Sud | C.S Monte Claro (50 spett.)\| Arbitro: \| Colombo \| |
| Arbitro:                          | Colombo            |                                  |                   |                                                      |

| Cavallermaggiore 4 maggio 2019, ore 14:30 | Vikings Cavallermaggiore | 26 – 14 (0-0 14-8 6-0 6-6) referto | Blitz Balangero | Campo Sportivo Comunale (70 spett.)\| Arbitro: \| M. Bernardi \| |
| Arbitro:                                  | M. Bernardi              |                                    |                 |                                                                  |

| Salerno 5 maggio 2019, ore 14:35 | Eagles Salerno | 32 – 20 (16-14 8-6 0-0 8-0) referto | 82'ers Napoli | Centro sportivo Vincenzo Volpe (20 spett.) |

| Napoli 5 maggio 2019, ore 14:00 | Briganti Napoli | - – - | Steelers Terni | Briganti Field |

| Orgnano 5 maggio 2019, ore 15:00 | Leoni Basiliano | 14 – 7 (7-0 7-7 0-0 0-0) referto | Draghi Udine | Polisportiva Orgnano (103 spett.)\| Arbitro: \| I. Lazic \| |
| Arbitro:                         | I. Lazic        |                                  |              |                                                             |

| Crotone 5 maggio 2019, ore 15:30 | Achei Crotone | 46 – 18 (22-6 16-0 8-12 0-0) referto | Navy Seals Bari | Achei Field (100 spett.)\| Arbitro: \| Chiello \| |
| Arbitro:                         | Chiello       |                                      |                 |                                                   |

| Perugia 5 maggio 2019, ore 16:00 | Nuovi Grifoni Perugia | 7 – 24 (0-3 0-2 0-12 7-7) referto | Briganti Napoli | S.C. S.Sisto (50 spett.)\| Arbitro: \| L. Ferracuti \| |
| Arbitro:                         | L. Ferracuti          |                                   |                 |                                                        |

| San Martino in Strada 5 maggio 2019, ore 16:00 | Broncos-Titans Romagna | 13 – 38 (0-14 7-14 0-7 6-3) referto | Angels Pesaro | Campo Sportivo G. Casadei (30 spett.)\| Arbitro: \| S. Bernini \| |
| Arbitro:                                       | S. Bernini             |                                     |               |                                                                   |

#### 12ª giornata
| Bologna 11 maggio 2019, ore 20:30 | Doves Bologna | 6 – 14 (0-7 6-7 0-0 0-0) referto | Alligators Rovigo | Centro sportivo "Giorgio Bernardi" (200 spett.) |

| Roma 11 maggio 2019, ore 20:30 | Legio XIII Roma | 29 – 32 (14-3 0-12 15-0 0-17) referto | Fighting Ducks Lazio | C.S. Longarina (80 spett.) |

| Trieste 11 maggio 2019, ore 20:45 | Muli Trieste | 30 – 0 (20-0 10-0 0-0) referto | Draghi Udine | C.S. San Luigi (140 spett.)\| Arbitro: \| S. Bernini \| |
| Arbitro:                          | S. Bernini   |                                |              |                                                         |

| Bresso 11 maggio 2019, ore 21:00 | Rams Milano | 18 – 14 (6-0 6-7 0-0 6-7) referto | Lancieri Novara | Centro Sportivo Comunale (150 spett.) |

| Mascalucia 12 maggio 2019, ore 12:00 | Elephants Catania | 8 – 34 (0-14 0-0 0-0 8-20) referto | Mad Bulls Barletta | Stadio Bonaiuto Somma |

| Balangero 12 maggio 2019, ore 14:30 | Blitz Balangero | 46 – 16 (16-8 6-0 16-0 8-8) referto | Alfieri Asti | C.S. Colombo "Blitzfield" (150 spett.)\| Arbitro: \| P. Moglia \| |
| Arbitro:                            | P. Moglia       |                                     |              |                                                                   |

| Pesaro 12 maggio 2019, ore 15:00 | Angels Pesaro | 54 – 0 (7-0 27-0 8-0 12-0) referto | Buccaneers Comacchio | Campo Sportivo (30 spett.)\| Arbitro: \| B. Jovanovic \| |
| Arbitro:                         | B. Jovanovic  |                                    |                      |                                                          |

| Orgnano 12 maggio 2019, ore 15:00 | Leoni Basiliano | 10 – 29 (0-7 7-9 3-0 0-13) referto | 29ers Alto Livenza | Polisportiva Orgnano (64 spett.)\| Arbitro: \| S. Bernini \| |
| Arbitro:                          | S. Bernini      |                                    |                    |                                                              |

| Onigo 12 maggio 2019, ore 15:00 | Mexicans Pederobba | 20 – 6 (0-6 13-0 7-0 0-0) referto | Thunders Trento | Campo Comunale |

| Perugia 12 maggio 2019, ore 16:05 | Nuovi Grifoni Perugia | 46 – 12 (7-6 25-0 7-0 7-6) referto | 82'ers Napoli | S.C. S.Sisto (50 spett.)\| Arbitro: \| G. Curatolo \| |
| Arbitro:                          | G. Curatolo           |                                    |               |                                                       |

#### 13ª giornata
| San Pietro in Palazzi 18 maggio 2019, ore 14:02 | Trappers Cecina | 41 – 0 (0-0 13-0 21-0 7-0) referto | Sirbons Cagliari | C.S. Athos Martellacci (100 spett.)\| Arbitro: \| F. Mariotti \| |
| Arbitro:                                        | F. Mariotti     |                                    |                  |                                                                  |

| Casalfiumanese 18 maggio 2019, ore 17:00 | Ravens Imola | 41 – 0 (21-0 13-0 7-0 0-0) referto | Alligators Rovigo | C.S. Casalfiumanese (30 spett.)\| Arbitro: \| G. Curatolo \| |
| Arbitro:                                 | G. Curatolo  |                                    |                   |                                                              |

| Trieste 18 maggio 2019, ore 20:30 | Muli Trieste | 6 – 42 (0-7 0-22 0-6 6-7) referto | 29ers Alto Livenza | C.S. San Luigi (90 spett.)\| Arbitro: \| I. Lazic \| |
| Arbitro:                          | I. Lazic     |                                   |                    |                                                      |

| Chiavari 18 maggio 2019, ore 21:00 | Predatori Golfo del Tigullio | 52 – 12 (20-6 6-0 20-6 6-0) referto | Frogs Legnano | C.S. Daneri (100 spett.)\| Arbitro: \| Conti \| |
| Arbitro:                           | Conti                        |                                     |               |                                                 |

| Cavallermaggiore 19 maggio 2019, ore 14:30 | Vikings Cavallermaggiore | 22 – 29 (0-0 8-19 6-10 8-0) referto | Pirates Savona | Campo Sportivo Comunale (85 spett.)\| Arbitro: \| A. Pagani \| |
| Arbitro:                                   | A. Pagani                |                                     |                |                                                                |

| Salerno 19 maggio 2019, ore 14:30 | Eagles Salerno | 0 – 25 (0-12 0-7 0-0 0-6) referto | Briganti Napoli | Centro sportivo Vincenzo Volpe (100 spett.)\| Arbitro: \| G. Genise \| |
| Arbitro:                          | G. Genise      |                                   |                 |                                                                        |

| San Giovanni Lupatoto 19 maggio 2019, ore 14:30 | Redskins Verona | 49 – 0 (21-0 13-0 8-0 7-0) referto | Hurricanes Vicenza | C.S. Mozzo (150 spett.) |

| Istia d'Ombrone 19 maggio 2019, ore 15:00 | Veterans Grosseto | 8 – 40 (0-19 0-7 8-14 0-0) referto | West Coast Raiders | C.S. Veterans Field (150 spett.)\| Arbitro: \| G. Curatolo \| |
| Arbitro:                                  | G. Curatolo       |                                    |                    |                                                               |

### Classifiche

#### Legenda
- PCT = percentuale di vittorie, G = partite giocate, V = partite vinte, P = partite perse, PF = punti fatti, PS = punti subiti
- La qualificazione ai playoff è indicata in verde
- La qualificazione al turno di wild card è indicata in giallo

##### Girone A
| Pos. | Squadra            | PCT   | G | V | P | PF  | PS  |
| ---- | ------------------ | ----- | - | - | - | --- | --- |
| 1    | Mad Bulls Barletta | 1.000 | 6 | 6 | 0 | 192 | 30  |
| 2    | Elephants Catania  | .500  | 6 | 3 | 3 | 108 | 125 |
| 3    | Achei Crotone      | .500  | 6 | 3 | 3 | 124 | 141 |
| 4    | Navy Seals Bari    | .000  | 6 | 0 | 6 | 79  | 207 |

##### Girone B
| Pos. | Squadra               | PCT   | G | V | P | PF  | PS  |
| ---- | --------------------- | ----- | - | - | - | --- | --- |
| 1    | Briganti Napoli       | 1.000 | 6 | 6 | 0 | 172 | 56  |
| 2    | Nuovi Grifoni Perugia | .667  | 6 | 4 | 2 | 196 | 84  |
| 3    | Eagles Salerno        | .333  | 6 | 2 | 4 | 116 | 149 |
| 4    | 82'ers Napoli         | .000  | 6 | 0 | 6 | 50  | 245 |
| -    | Steelers Terni        | -     | - | - | - | -   | -   |

##### Girone C
| Pos. | Squadra              | PCT  | G | V | P | PF  | PS  |
| ---- | -------------------- | ---- | - | - | - | --- | --- |
| 1    | Fighting Ducks Lazio | .667 | 6 | 4 | 2 | 179 | 157 |
| 2    | Crusaders Cagliari   | .667 | 6 | 4 | 2 | 120 | 109 |
| 3    | Minatori Roma Sud    | .333 | 6 | 2 | 4 | 124 | 147 |
| 4    | Legio XIII Roma      | .333 | 6 | 2 | 4 | 162 | 172 |

##### Girone D
| Pos. | Squadra            | PCT  | G | V | P | PF  | PS  |
| ---- | ------------------ | ---- | - | - | - | --- | --- |
| 1    | Trappers Cecina    | .833 | 6 | 5 | 1 | 231 | 61  |
| 2    | West Coast Raiders | .833 | 6 | 5 | 1 | 184 | 86  |
| 3    | Sirbons Cagliari   | .333 | 6 | 2 | 4 | 105 | 183 |
| 4    | Veterans Grosseto  | .000 | 6 | 0 | 6 | 70  | 260 |

##### Girone E
| Pos. | Squadra                | PCT   | G | V | P | PF  | PS  |
| ---- | ---------------------- | ----- | - | - | - | --- | --- |
| 1    | Chiefs Ravenna         | 1.000 | 6 | 6 | 0 | 275 | 62  |
| 2    | Angels Pesaro          | .667  | 6 | 4 | 2 | 226 | 68  |
| 3    | Broncos-Titans Romagna | .333  | 6 | 2 | 4 | 152 | 190 |
| 4    | Buccaneers Comacchio   | .000  | 6 | 0 | 6 | 18  | 351 |

##### Girone F
| Pos. | Squadra           | PCT  | G | V | P | PF  | PS  |
| ---- | ----------------- | ---- | - | - | - | --- | --- |
| 1    | Islanders Venezia | .833 | 6 | 5 | 1 | 192 | 36  |
| 2    | Ravens Imola      | .667 | 6 | 4 | 2 | 149 | 92  |
| 3    | Alligators Rovigo | .333 | 6 | 2 | 4 | 66  | 174 |
| 4    | Doves Bologna     | .167 | 6 | 1 | 5 | 81  | 186 |

##### Girone G
| Pos. | Squadra            | PCT  | G | V | P | PF  | PS  |
| ---- | ------------------ | ---- | - | - | - | --- | --- |
| 1    | 29ers Alto Livenza | .833 | 6 | 5 | 1 | 206 | 52  |
| 2    | Leoni Basiliano    | .833 | 6 | 5 | 1 | 90  | 74  |
| 3    | Muli Trieste       | .200 | 6 | 1 | 5 | 76  | 144 |
| 4    | Draghi Udine       | .167 | 6 | 1 | 5 | 55  | 157 |

##### Girone H
| Pos. | Squadra            | PCT   | G | V | P | PF  | PS  |
| ---- | ------------------ | ----- | - | - | - | --- | --- |
| 1    | Redskins Verona    | 1.000 | 6 | 6 | 0 | 238 | 21  |
| 2    | Thunders Trento    | .500  | 6 | 3 | 3 | 82  | 89  |
| 3    | Mexicans Pederobba | .500  | 6 | 3 | 3 | 100 | 141 |
| 4    | Hurricanes Vicenza | .000  | 6 | 0 | 6 | 25  | 194 |

##### Girone I
| Pos. | Squadra                      | PCT  | G | V | P | PF  | PS  |
| ---- | ---------------------------- | ---- | - | - | - | --- | --- |
| 1    | Rams Milano                  | .833 | 6 | 5 | 1 | 210 | 119 |
| 2    | Predatori Golfo del Tigullio | .833 | 6 | 5 | 1 | 230 | 69  |
| 3    | Wolverines Piacenza          | .500 | 6 | 3 | 3 | 162 | 178 |
| 4    | Lancieri Novara              | .333 | 6 | 2 | 4 | 114 | 120 |
| 5    | Frogs Legnano                | .000 | 6 | 0 | 6 | 48  | 278 |

##### Girone L
| Pos. | Squadra                  | PCT   | G | V | P | PF  | PS  |
| ---- | ------------------------ | ----- | - | - | - | --- | --- |
| 1    | Pirates Savona           | 1.000 | 6 | 6 | 0 | 198 | 86  |
| 2    | Vikings Cavallermaggiore | .667  | 6 | 4 | 2 | 197 | 95  |
| 3    | Razorbacks Piemonte      | .667  | 6 | 4 | 2 | 160 | 72  |
| 4    | Blitz Balangero          | .167  | 6 | 1 | 5 | 112 | 177 |
| 5    | Alfieri Asti             | .000  | 6 | 0 | 6 | 28  | 265 |

## Playoff

### Squadre qualificate
- Wild Card
  -  29ers Alto Livenza (Nord)
  -  Achei Crotone (Sud)
  -  Angels Pesaro (Sud)
  -  Crusaders Cagliari (Nord)
  -  Elephants Catania (Sud)
  -  Fighting Ducks Lazio (Sud)
  -  Leoni Basiliano (Nord)
  -  Mexicans Pederobba (Nord)
  -  Nuovi Grifoni Perugia (Sud)
  -  Predatori Golfo del Tigullio (Sud)
  -  Ravens Imola (Sud)
  -  Razorbacks Piemonte (Nord)
  -  Thunders Trento (Nord)
  -  Vikings Cavallermaggiore (Nord)
  -  West Coast Raiders (Sud)
  -  Wolverines Piacenza (Nord)
- Quarti di Conference
  -  Briganti Napoli (Sud)
  -  Chiefs Ravenna (Nord)
  -  Islanders Venezia (Nord)
  -  Mad Bulls Barletta (Sud)
  -  Pirates Savona (Sud)
  -  Rams Milano (Nord)
  -  Redskins Verona (Nord)
  -  Trappers Cecina (Sud)

### Tabellone
|  | Wild Card                    | Wild Card          |    |                    | Quarti di conference         | Quarti di conference |                    |                    | Semifinali di conference | Semifinali di conference |                 |   | Finali di conference | Finali di conference |  |  | XX Nine Bowl | XX Nine Bowl |  |  |  |  |  |
|  |                              |                    |    |                    |                              |                      |                    |                    |                          |                          |                 |   |                      |                      |  |  |              |              |  |  |  |  |  |
|  | Vikings Cavallermaggiore     | 32                 |    |                    | Chiefs Ravenna               | 46                   |                    |                    |                          |                          |                 |   |                      |                      |  |  |              |              |  |  |  |  |  |
|  | Thunders Trento              | 6                  |    |                    | Vikings Cavallermaggiore     | 20                   |                    |                    |                          |                          |                 |   |                      |                      |  |  |              |              |  |  |  |  |  |
|  | Thunders Trento              | 6                  |    | Chiefs Ravenna     | Vikings Cavallermaggiore     | 20                   | 27                 |                    |                          |                          |                 |   |                      |                      |  |  |              |              |  |  |  |  |  |
|  |                              |                    |    |                    |                              |                      | 27                 |                    |                          |                          |                 |   |                      |                      |  |  |              |              |  |  |  |  |  |
|  |                              | 29ers Alto Livenza | 42 |                    |                              |                      |                    |                    |                          |                          |                 |   |                      |                      |  |  |              |              |  |  |  |  |  |
|  | 29ers Alto Livenza           | 29ers Alto Livenza | 42 | 48                 | Islanders Venezia            | 32                   |                    |                    |                          |                          |                 |   |                      |                      |  |  |              |              |  |  |  |  |  |
|  | 29ers Alto Livenza           |                    |    | 48                 | Islanders Venezia            | 32                   |                    |                    |                          |                          |                 |   |                      |                      |  |  |              |              |  |  |  |  |  |
|  | Mexicans Pederobba           | 26                 |    |                    | 29ers Alto Livenza           | 39                   |                    |                    |                          |                          |                 |   |                      |                      |  |  |              |              |  |  |  |  |  |
|  | Mexicans Pederobba           | 26                 |    |                    |                              | 39                   |                    | 29ers Alto Livenza | 20                       |                          |                 |   |                      |                      |  |  |              |              |  |  |  |  |  |
|  |                              |                    |    |                    |                              |                      |                    |                    |                          |                          |                 |   |                      |                      |  |  |              |              |  |  |  |  |  |
|  |                              | Redskins Verona    | 33 |                    |                              |                      |                    |                    |                          |                          |                 |   |                      |                      |  |  |              |              |  |  |  |  |  |
|  | Crusaders Cagliari           | Redskins Verona    | 33 | 13                 |                              |                      | Redskins Verona    | 58                 |                          |                          |                 |   |                      |                      |  |  |              |              |  |  |  |  |  |
|  | Crusaders Cagliari           |                    |    | 13                 |                              |                      | Redskins Verona    | 58                 |                          |                          |                 |   |                      |                      |  |  |              |              |  |  |  |  |  |
|  | Razorbacks Piemonte          | 17                 |    |                    | Razorbacks Piemonte          | 6                    |                    |                    |                          |                          |                 |   |                      |                      |  |  |              |              |  |  |  |  |  |
|  | Razorbacks Piemonte          | 17                 |    | Redskins Verona    | Razorbacks Piemonte          | 6                    | 42                 |                    |                          |                          |                 |   |                      |                      |  |  |              |              |  |  |  |  |  |
|  |                              |                    |    |                    |                              |                      | 42                 |                    |                          |                          |                 |   |                      |                      |  |  |              |              |  |  |  |  |  |
|  |                              | Rams Milano        | 26 |                    |                              |                      |                    |                    |                          |                          |                 |   |                      |                      |  |  |              |              |  |  |  |  |  |
|  | Leoni Basiliano              | Rams Milano        | 26 | 29                 | Rams Milano                  | 34                   |                    |                    |                          |                          |                 |   |                      |                      |  |  |              |              |  |  |  |  |  |
|  | Leoni Basiliano              |                    |    | 29                 | Rams Milano                  | 34                   |                    |                    |                          |                          |                 |   |                      |                      |  |  |              |              |  |  |  |  |  |
|  | Wolverines Piacenza          | 24                 |    |                    | Leoni Basiliano              | 28                   |                    |                    |                          |                          |                 |   |                      |                      |  |  |              |              |  |  |  |  |  |
|  | Wolverines Piacenza          | 24                 |    |                    |                              |                      |                    |                    |                          |                          | Redskins Verona | 8 |                      |                      |  |  |              |              |  |  |  |  |  |
|  |                              |                    |    |                    |                              |                      |                    |                    |                          |                          |                 |   |                      |                      |  |  |              |              |  |  |  |  |  |
|  |                              | Briganti Napoli    | 6  |                    |                              |                      |                    |                    |                          |                          |                 |   |                      |                      |  |  |              |              |  |  |  |  |  |
|  | Angels Pesaro                | Briganti Napoli    | 6  | 39                 |                              |                      | Mad Bulls Barletta | 33                 |                          |                          |                 |   |                      |                      |  |  |              |              |  |  |  |  |  |
|  | Angels Pesaro                |                    |    | 39                 |                              |                      | Mad Bulls Barletta | 33                 |                          |                          |                 |   |                      |                      |  |  |              |              |  |  |  |  |  |
|  | Ravens Imola                 | 36                 |    |                    | Angels Pesaro                | 29                   |                    |                    |                          |                          |                 |   |                      |                      |  |  |              |              |  |  |  |  |  |
|  | Ravens Imola                 | 36                 |    | Mad Bulls Barletta | Angels Pesaro                | 29                   | 48                 |                    |                          |                          |                 |   |                      |                      |  |  |              |              |  |  |  |  |  |
|  |                              |                    |    |                    |                              |                      | 48                 |                    |                          |                          |                 |   |                      |                      |  |  |              |              |  |  |  |  |  |
|  |                              | Trappers Cecina    | 24 |                    |                              |                      |                    |                    |                          |                          |                 |   |                      |                      |  |  |              |              |  |  |  |  |  |
|  | Fighting Ducks Lazio         | Trappers Cecina    | 24 | 35                 | Trappers Cecina              | 52                   |                    |                    |                          |                          |                 |   |                      |                      |  |  |              |              |  |  |  |  |  |
|  | Fighting Ducks Lazio         |                    |    | 35                 | Trappers Cecina              | 52                   |                    |                    |                          |                          |                 |   |                      |                      |  |  |              |              |  |  |  |  |  |
|  | Achei Crotone                | 64                 |    |                    | Achei Crotone                | 48                   |                    |                    |                          |                          |                 |   |                      |                      |  |  |              |              |  |  |  |  |  |
|  | Achei Crotone                | 64                 |    |                    |                              | 48                   |                    | Mad Bulls Barletta | 3                        |                          |                 |   |                      |                      |  |  |              |              |  |  |  |  |  |
|  |                              |                    |    |                    |                              |                      |                    |                    |                          |                          |                 |   |                      |                      |  |  |              |              |  |  |  |  |  |
|  |                              | Briganti Napoli    | 17 |                    |                              |                      |                    |                    |                          |                          |                 |   |                      |                      |  |  |              |              |  |  |  |  |  |
|  | West Coast Raiders           | Briganti Napoli    | 17 | 26                 |                              |                      | Briganti Napoli    | 20                 |                          |                          |                 |   |                      |                      |  |  |              |              |  |  |  |  |  |
|  | West Coast Raiders           |                    |    | 26                 |                              |                      | Briganti Napoli    | 20                 |                          |                          |                 |   |                      |                      |  |  |              |              |  |  |  |  |  |
|  | Nuovi Grifoni Perugia        | 29                 |    |                    | Nuovi Grifoni Perugia        | 14                   |                    |                    |                          |                          |                 |   |                      |                      |  |  |              |              |  |  |  |  |  |
|  | Nuovi Grifoni Perugia        | 29                 |    | Briganti Napoli    | Nuovi Grifoni Perugia        | 14                   | 16                 |                    |                          |                          |                 |   |                      |                      |  |  |              |              |  |  |  |  |  |
|  |                              |                    |    |                    |                              |                      | 16                 |                    |                          |                          |                 |   |                      |                      |  |  |              |              |  |  |  |  |  |
|  |                              | Pirates Savona     | 0  |                    |                              |                      |                    |                    |                          |                          |                 |   |                      |                      |  |  |              |              |  |  |  |  |  |
|  | Predatori Golfo del Tigullio | Pirates Savona     | 0  | 21                 | Pirates Savona               | 17                   |                    |                    |                          |                          |                 |   |                      |                      |  |  |              |              |  |  |  |  |  |
|  | Predatori Golfo del Tigullio |                    |    | 21                 | Pirates Savona               | 17                   |                    |                    |                          |                          |                 |   |                      |                      |  |  |              |              |  |  |  |  |  |
|  | Elephants Catania            | 6                  |    |                    | Predatori Golfo del Tigullio | 12                   |                    |                    |                          |                          |                 |   |                      |                      |  |  |              |              |  |  |  |  |  |

### Wild Card
| Orgnano 1º giugno 2019, ore 15:30 | Leoni Basiliano | 29 – 24 (7-0 0-7 6-7 16-10) referto | Wolverines Piacenza | Polisportiva Orgnano (100 spett.)\| Arbitro: \| S. d'Amato \| |
| Arbitro:                          | S. d'Amato      |                                     |                     |                                                               |

| Cagliari 1º giugno 2019, ore 19:04 | Crusaders Cagliari | 13 – 17 (0-7 7-3 0-0 6-7) referto | Razorbacks Piemonte | C.S Monte Claro (100 spett.)\| Arbitro: \| P. Moglia \| |
| Arbitro:                           | P. Moglia          |                                   |                     |                                                         |

| Cavallermaggiore 1º giugno 2019, ore 20:30 | Vikings Cavallermaggiore | 32 – 6 (10-0 0-6 14-0 8-0) referto | Thunders Trento | Campo Sportivo Comunale (100 spett.)\| Arbitro: \| Sala \| |
| Arbitro:                                   | Sala                     |                                    |                 |                                                            |

| Chiavari 2 giugno 2019, ore 11:55 | Predatori Golfo del Tigullio | 21 – 6 (0-0 6-0 15-0 0-6) referto | Elephants Catania | C.S. Daneri (200 spett.)\| Arbitro: \| Garlaschi \| |
| Arbitro:                          | Garlaschi                    |                                   |                   |                                                     |

| Pesaro 2 giugno 2019, ore 15:00 | Angels Pesaro   | 39 – 36 (0-7 13-14 13-15 13-0) referto | Ravens Imola | Campo Sportivo (150 spett.)\| Arbitro: \| G. Sabbatinelli \| |
| Arbitro:                        | G. Sabbatinelli |                                        |              |                                                              |

| Ciampino 2 giugno 2019, ore 15:00 | Fighting Ducks Lazio | 35 – 64 (14-0 21-32 0-8 0-24) referto | Achei Crotone | C.S. Arnaldo Fuso (200 spett.) |

| Caneva 2 giugno 2019, ore 15:30 | 29ers Alto Livenza | 48 – 26 (0-12 20-6 13-0 15-8) referto | Mexicans Pederobba | C.S. Comunale (150 spett.) |

| Pisa 2 giugno 2019, ore 16:15 | West Coast Raiders | 26 – 29 (9-0 7-14 7-7 3-8) referto | Nuovi Grifoni Perugia | C.S Porta a Mare (150 spett.)\| Arbitro: \| Camossa \| |
| Arbitro:                      | Camossa            |                                    |                       |                                                        |

### Quarti di conference
| Favaro Veneto 8 giugno 2019, ore 20:27 | Islanders Venezia | 32 – 39 (3-13 0-12 13-7 16-7) referto | 29ers Alto Livenza | Centro Sportivo Comunale (350 spett.)\| Arbitro: \| S. d'Amato \| |
| Arbitro:                               | S. d'Amato        |                                       |                    |                                                                   |

| Barletta 8 giugno 2019, ore 20:30 | Mad Bulls Barletta | 33 – 29 (12-2 0-13 7-0 14-14) referto | Angels Pesaro | C.S. Manzi-Chiapulin (180 spett.) |

| Marina di Ravenna 8 giugno 2019, ore 20:35 | Chiefs Ravenna | 46 – 20 (14-0 6-8 19-6 7-6) referto | Vikings Cavallermaggiore | Campo Comunale (200 spett.)\| Arbitro: \| A. Maghini \| |
| Arbitro:                                   | A. Maghini     |                                     |                          |                                                         |

| Bresso 8 giugno 2019, ore 21:00 | Rams Milano | 34 – 28 (6-6 8-6 6-0 14-16) referto | Leoni Basiliano | Centro Sportivo Comunale (100 spett.) |

| Napoli 9 giugno 2019, ore 15:40 | Briganti Napoli | 20 – 14 (6-7 14-7 0-0 0-0) referto | Nuovi Grifoni Perugia | Briganti Field (200 spett.)\| Arbitro: \| G. Curatolo \| |
| Arbitro:                        | G. Curatolo     |                                    |                       |                                                          |

| Verona 9 giugno 2019, ore 16:00 | Redskins Verona | 58 – 6 (10-0 28-6 14-0 6-0) referto | Razorbacks Piemonte | C.S. Concordia (200 spett.)\| Arbitro: \| S. Bernini \| |
| Arbitro:                        | S. Bernini      |                                     |                     |                                                         |

| Albisola Superiore 9 giugno 2019, ore 16:00 | Pirates Savona | 17 – 12 (0-0 7-6 3-0 7-6) referto | Predatori Golfo del Tigullio | Campo Sportivo Luceto (310 spett.)\| Arbitro: \| M. Bernardi \| |
| Arbitro:                                    | M. Bernardi    |                                   |                              |                                                                 |

| San Pietro in Palazzi 9 giugno 2019, ore 16:00 | Trappers Cecina | 52 – 48 (14-14 10-0 13-22 15-12) referto | Achei Crotone | C.S. Athos Martellacci (250 spett.)\| Arbitro: \| R. Passalacqua \| |
| Arbitro:                                       | R. Passalacqua  |                                          |               |                                                                     |

### Semifinali di conference
| Marina di Ravenna 15 giugno 2019, ore 20:28 | Chiefs Ravenna | 27 – 42 (7-7 6-13 7-7 7-15) referto | 29ers Alto Livenza | Campo Comunale\| Arbitro: \| Colombo \| |
| Arbitro:                                    | Colombo        |                                     |                    |                                         |

| Napoli 16 giugno 2019, ore 15:30 | Briganti Napoli | 16 – 0 (10-0 6-0 0-0 0-0) referto | Pirates Savona | Briganti Field |

| Verona 16 giugno 2019, ore 16:00 | Redskins Verona | 42 – 26 (14-0 21-0 0-6 7-20) referto | Rams Milano | C.S. Concordia (200 spett.) |

| Barletta 16 giugno 2019, ore 17:00 | Mad Bulls Barletta | 48 – 24 (14-14 7-7 7-3 20-0) referto | Trappers Cecina | C.S. Manzi-Chiapulin (100 spett.) |

### Finali di conference
| Barletta 22 giugno 2019, ore 20:30 | Mad Bulls Barletta | 3 – 17 (3-7 0-7 0-3 0-0) referto | Briganti Napoli | C.S. Manzi-Chiapulin (200 spett.) |

| Pordenone 22 giugno 2019, ore 20:30 | 29ers Alto Livenza | 20 – 33 (7-13 6-20 7-0 0-0) referto | Redskins Verona | C.S. Borgomeduna (200 spett.) |

### XX NineBowl
| Arbitri: | d'Amato Camossa Moglia Ferrarini Gentile Bernardi Pizzorno |

|                                                                                               |           |                                  |
| D. Giuliani Osa 10':24" Q1 (saf) S. Rosace 8':01" Q3 (FG) 26yd S. Rosace 10':57" Q4 (FG) 38yd | Marcatori | R. Tafuto 1':58" Q4 (TD) 2yd run |

## XX NineBowl
Il XX Ninebowl si è disputato il 5 luglio 2019 allo Stadio Breda di Sesto San Giovanni. L'incontro è stato vinto dai Redskins Verona sui Briganti Napoli con il risultato di 8 a 6.

## Verdetti
- Redskins Verona Vincitori del Nine Bowl 2019

## Marcatori
| Giocatore      | Sq.                          | TD rush | TD recv | TD int | TD p.ret | TD k.ret | TD oth | Xp1   | Xp2 | FG  | Saf | Totale |
| -------------- | ---------------------------- | ------- | ------- | ------ | -------- | -------- | ------ | ----- | --- | --- | --- | ------ |
| J. Hauser      | 29ers Alto Livenza           | 13+12   | 1+0     | 0+0    | 0+0      | 0+1      | 0+0    | 0+0   | 1+0 | 0+0 | 0+0 | 164    |
| G. Frazzetto   | Angels Pesaro                | 1+0     | 7+6     | 1+0    | 2+0      | 2+0      | 0+0    | 0+0   | 1+0 | 0+0 | 0+0 | 116    |
| M. Mazzotti    | Chiefs Ravenna               | 15+3    | 0+0     | 0+0    | 0+0      | 0+0      | 0+0    | 0+0   | 2+0 | 0+0 | 0+0 | 110    |
| L. Fiumana     | Chiefs Ravenna               | 0+0     | 8+2     | 0+0    | 0+0      | 0+0      | 0+0    | 23+6  | 1+0 | 1+2 | 0+0 | 100    |
| C. Mancini     | Rams Milano                  | 12+3    | 1+0     | 0+0    | 0+0      | 0+0      | 0+0    | 0+0   | 1+0 | 0+0 | 0+0 | 98     |
| S. Bartoccioni | Nuovi Grifoni Perugia        | 9+3     | 4+0     | 0+0    | 0+0      | 0+0      | 0+0    | 0+0   | 0+0 | 0+0 | 0+0 | 96     |
| M. Moumine     | Vikings Cavallermaggiore     | 12+1    | 2+0     | 0+0    | 0+0      | 0+0      | 0+0    | 0+0   | 0+0 | 0+0 | 0+0 | 90     |
| F. Spiaggi     | Predatori Golfo del Tigullio | 1       | 12      | 0      | 0        | 1        | 0      | 0     | 0   | 0   | 0   | 84     |
| F. Gentile     | Trappers Cecina              | 0+0     | 8+1     | 0+0    | 0+0      | 1+0      | 0+0    | 10+5  | 1+0 | 0+2 | 0+0 | 83     |
| R. Tafuto      | Briganti Napoli              | 9+2     | 0+0     | 0+0    | 0+0      | 0+0      | 0+0    | 0+0   | 3+1 | 0+0 | 0+0 | 74     |
| A. Malabruzzi  | Predatori Golfo del Tigullio | 7+2     | 1+1     | 0      | 0        | 0        | 0      | 0     | 1+1 | 0   | 0   | 70     |
| 2 giocatori    | 68                           |         |         |        |          |          |        |       |     |     |     |        |
| 2 giocatori    | 62                           |         |         |        |          |          |        |       |     |     |     |        |
| D. Negretto    | Chiefs Ravenna               | 7+3     | 0+0     | 0+0    | 0+0      | 0+0      | 0+0    | 1+0   | 0+0 | 0+0 | 0+0 | 61     |
| 2 giocatori    | 60                           |         |         |        |          |          |        |       |     |     |     |        |
| 2 giocatori    | 58                           |         |         |        |          |          |        |       |     |     |     |        |
| 2 giocatori    | 56                           |         |         |        |          |          |        |       |     |     |     |        |
| 5 giocatori    | 54                           |         |         |        |          |          |        |       |     |     |     |        |
| A. Gorlani     | Wolverines Piacenza          | 0+0     | 5+1     | 0+0    | 0+0      | 0+0      | 0+0    | 11+3  | 0+0 | 0+1 | 0+0 | 53     |
| M. Viotto      | Vikings Cavallermaggiore     | 0+0     | 5+2     | 0+0    | 0+0      | 0+0      | 0+0    | 0+0   | 4+1 | 0+0 | 0+0 | 52     |
| 2 giocatori    | 50                           |         |         |        |          |          |        |       |     |     |     |        |
| E. Lombardo    | Elephants Catania            | 6+1     | 0+0     | 0+0    | 0+0      | 0+0      | 0+0    | 0+0   | 3+0 | 0+0 | 0+0 | 48     |
| 2 giocatori    | 46                           |         |         |        |          |          |        |       |     |     |     |        |
| 2 giocatori    | 44                           |         |         |        |          |          |        |       |     |     |     |        |
| 7 giocatori    | 42                           |         |         |        |          |          |        |       |     |     |     |        |
| D. Franco      | 29ers Alto Livenza           | 0+0     | 0+0     | 0+0    | 0+0      | 0+0      | 0+0    | 19+13 | 0+0 | 3+0 | 0+0 | 41     |
| 3 giocatori    | 40                           |         |         |        |          |          |        |       |     |     |     |        |
| 3 giocatori    | 38                           |         |         |        |          |          |        |       |     |     |     |        |
| P. Titi Mpoko  | Wolverines Piacenza          | 1+2     | 2+0     | 0+0    | 0+0      | 1+0      | 0+0    | 1+0   | 0+0 | 0+0 | 0+0 | 37     |
| 11 giocatori   | 36                           |         |         |        |          |          |        |       |     |     |     |        |
| A. Barbaro     | Islanders Venezia            | 1+0     | 0+0     | 0+0    | 0+0      | 0+0      | 0+0    | 16+1  | 1+2 | 1+1 | 0+0 | 35     |
| C. Bryant      | 29ers Alto Livenza           | 1+1     | 2+0     | 0+0    | 0+0      | 0+0      | 1+0    | 0+0   | 1+1 | 0+0 | 0+0 | 34     |
| G. Fedeli      | West Coast Raiders           | 5       | 0       | 0      | 0        | 0        | 0      | 0     | 1   | 0   | 0   | 32     |
| 9 giocatori    | 30                           |         |         |        |          |          |        |       |     |     |     |        |
| L. Paoletti    | Predatori Golfo del Tigullio | 0+0     | 0+0     | 1+0    | 0+0      | 0+0      | 0+0    | 16+1  | 0+0 | 2+0 | 0+0 | 29     |
| B. Labarile    | Ravens Imola                 | 4       | 0       | 0      | 0        | 0        | 0      | 0     | 2   | 0   | 0   | 28     |
| 5 giocatori    | 26                           |         |         |        |          |          |        |       |     |     |     |        |
| 2 giocatori    | 25                           |         |         |        |          |          |        |       |     |     |     |        |
| 13 giocatori   | 24                           |         |         |        |          |          |        |       |     |     |     |        |
| S. Raffaelli   | Pirates Savona               | 0+0     | 1+0     | 0+0    | 0+0      | 0+0      | 0+0    | 5+2   | 2+0 | 1+1 | 0+0 | 23     |
| 2 giocatori    | 22                           |         |         |        |          |          |        |       |     |     |     |        |
| G. Devincenzo  | Mad Bulls Barletta           | 0+0     | 0+0     | 0+0    | 0+0      | 0+0      | 0+0    | 9+3   | 0+0 | 2+1 | 0+0 | 21     |
| 7 giocatori    | 20                           |         |         |        |          |          |        |       |     |     |     |        |
| 2 giocatori    | 19                           |         |         |        |          |          |        |       |     |     |     |        |
| 34 giocatori   | 18                           |         |         |        |          |          |        |       |     |     |     |        |
| 2 giocatori    | 17                           |         |         |        |          |          |        |       |     |     |     |        |
| 3 giocatori    | 16                           |         |         |        |          |          |        |       |     |     |     |        |
| 7 giocatori    | 14                           |         |         |        |          |          |        |       |     |     |     |        |
| 2 giocatori    | 13                           |         |         |        |          |          |        |       |     |     |     |        |
| 37 giocatori   | 12                           |         |         |        |          |          |        |       |     |     |     |        |
| 2 giocatori    | 11                           |         |         |        |          |          |        |       |     |     |     |        |
| 4 giocatori    | 10                           |         |         |        |          |          |        |       |     |     |     |        |
| 22 giocatori   | 8                            |         |         |        |          |          |        |       |     |     |     |        |
| 5 giocatori    | 7                            |         |         |        |          |          |        |       |     |     |     |        |
| 104 giocatori  | 6                            |         |         |        |          |          |        |       |     |     |     |        |
| 4 giocatori    | 5                            |         |         |        |          |          |        |       |     |     |     |        |
| 8 giocatori    | 4                            |         |         |        |          |          |        |       |     |     |     |        |
| 3 giocatori    | 3                            |         |         |        |          |          |        |       |     |     |     |        |
| 44 giocatori   | 2                            |         |         |        |          |          |        |       |     |     |     |        |
| 6 giocatori    | 1                            |         |         |        |          |          |        |       |     |     |     |        |

- Miglior marcatore della stagione regolare: M. Mazzotti ( Chiefs Ravenna), 92
- Miglior marcatore dei playoff: J. Hauser ( 29ers Alto Livenza), 78
- Miglior marcatore della stagione: J. Hauser ( 29ers Alto Livenza), 164

## Passer rating
La classifica tiene in considerazione soltanto i quarterback con almeno 10 lanci effettuati.
| Giocatore       | Sq.                          | G   | Att    | Comp   | Int  | Yds      | TD   | NFL    | NCAA   |
| --------------- | ---------------------------- | --- | ------ | ------ | ---- | -------- | ---- | ------ | ------ |
| A. Angeloni     | Angels Pesaro                | 6+2 | 92+58  | 50+36  | 1+2  | 885+472  | 14+9 | 118,81 | 179,93 |
| E. Tarroni      | Trappers Cecina              | 6+2 | 118+42 | 67+19  | 2+3  | 1054+304 | 18+7 | 108,80 | 170,36 |
| M. Romanato     | Islanders Venezia            | 5   | 56     | 27     | 4    | 501      | 9    | 89,36  | 162,11 |
| A. Ausiello     | Briganti Napoli              | 6+4 | 72+51  | 45+26  | 1+3  | 769+401  | 4+2  | 92,53  | 147,22 |
| P. Ferlemann    | Vikings Cavallermaggiore     | 6+2 | 126+36 | 52+17  | 3+1  | 891+433  | 15+3 | 98,38  | 142,97 |
| R. Delcuratolo  | Mad Bulls Barletta           | 6+3 | 75+63  | 33+41  | 4+4  | 668+467  | 9+4  | 88,29  | 142,20 |
| G. Ravera       | Predatori Golfo del Tigullio | 6+2 | 177+59 | 104+25 | 7+1  | 1427+301 | 21+2 | 96,50  | 141,55 |
| F. Freddini     | Nuovi Grifoni Perugia        | 3+2 | 43+47  | 28+24  | 3+0  | 411+162  | 8+1  | 96,20  | 137,59 |
| H. Falbo        | Achei Crotone                | 6+2 | 134+59 | 56+35  | 5+1  | 900+747  | 7+7  | 88,16  | 136,55 |
| F. Corradi      | Redskins Verona              | 5+4 | 91+58  | 39+36  | 5+4  | 547+445  | 10+8 | 86,19  | 134,05 |
| M. d'Amore      | Broncos-Titans Romagna       | 5   | 56     | 26     | 3    | 396      | 5    | 77,68  | 124,58 |
| D. Negretto     | Chiefs Ravenna               | 6+2 | 107+39 | 48+19  | 1+2  | 708+214  | 11+3 | 84,33  | 119,62 |
| G. Ballarini    | Rams Milano                  | 6+2 | 68+17  | 21+8   | 2+1  | 341+123  | 9+3  | 78,14  | 119,50 |
| P. Amadasi      | Wolverines Piacenza          | 6+1 | 210+19 | 100+10 | 10+3 | 1382+167 | 17+1 | 72,84  | 119,44 |
| A. Presotto     | 29ers Alto Livenza           | 6+4 | 39+51  | 17+23  | 2+3  | 202+431  | 3+3  | 67,50  | 114,41 |
| G. Fedeli       | West Coast Raiders           | 6+1 | 146+42 | 67+21  | 3+0  | 775+249  | 13+1 | 81,96  | 113,94 |
| Giachino        | Legio XIII Roma              | 6   | 135    | 69     | 1    | 699      | 8    | 82,92  | 112,68 |
| A. Turcano      | Nuovi Grifoni Perugia        | 4   | 30     | 12     | 3    | 201      | 3    | 57,08  | 109,28 |
| B. Labarile     | Ravens Imola                 | 6+1 | 103+14 | 42+6   | 2+0  | 545+39   | 8+1  | 75,59  | 104,92 |
| A. Proietti     | Fighting Ducks Lazio         | 6+1 | 123+17 | 47+5   | 6+1  | 717+56   | 12+1 | 66,16  | 104,17 |
| C. Corrado      | Leoni Basiliano              | 6+2 | 113+74 | 54+38  | 4+2  | 574+345  | 4+6  | 68,01  | 101,71 |
| G. Fogli        | Veterans Grosseto            | 2   | 27     | 11     | 3    | 177      | 2    | 48,46  | 98,03  |
| E. Zanco        | 29ers Alto Livenza           | 5+1 | 24+1   | 12+0   | 0+0  | 105+0    | 1+0  | 72,92  | 96,48  |
| M. Marvulli     | Navy Seals Bari              | 6   | 154    | 65     | 7    | 878      | 7    | 57,22  | 96,01  |
| S. Testa        | Vikings Cavallermaggiore     | 0+2 | 0+35   | 0+11   | 0+0  | 0+188    | 0+2  | 69,70  | 95,41  |
| G. Naretto      | Blitz Balangero              | 6   | 114    | 44     | 7    | 602      | 8    | 54,06  | 93,83  |
| G. Vanni        | Doves Bologna                | 6   | 154    | 60     | 7    | 794      | 9    | 56,57  | 92,46  |
| Spada           | Broncos-Titans Romagna       | 4   | 72     | 35     | 3    | 368      | 2    | 55,79  | 92,38  |
| M. Brena        | Razorbacks Piemonte          | 6+2 | 99+57  | 43+24  | 2+3  | 597+138  | 5+2  | 59,11  | 90,92  |
| F. Burato       | Pirates Savona               | 6+2 | 64+32  | 18+12  | 2+5  | 322+161  | 7+2  | 49,96  | 89,87  |
| V. Carbone      | Hurricanes Vicenza           | 5   | 129    | 59     | 6    | 702      | 3    | 51,24  | 89,82  |
| N. Zanforlin    | Lancieri Novara              | 6   | 155    | 63     | 4    | 751      | 6    | 58,29  | 88,96  |
| J. Lewis Junior | Elephants Catania            | 2+1 | 33+23  | 12+11  | 3+1  | 155+142  | 2+0  | 40,55  | 83,12  |
| E. Mura         | Sirbons Cagliari             | 6   | 79     | 30     | 1    | 320      | 3    | 57,99  | 82,00  |
| R. Ugrin        | Muli Trieste                 | 6   | 132    | 57     | 12   | 614      | 6    | 34,72  | 79,07  |
| F. Ilardi       | Minatori Roma Sud            | 6   | 93     | 35     | 8    | 484      | 3    | 30,04  | 74,79  |
| A. Miccio       | 82'ers Napoli                | 6   | 34     | 14     | 5    | 196      | 1    | 30,64  | 69,89  |
| T. Castelli     | Veterans Grosseto            | 5   | 124    | 46     | 8    | 553      | 3    | 32,76  | 69,64  |
| E. Mozzillo     | Lancieri Novara              | 3   | 19     | 7      | 1    | 55       | 1    | 40,90  | 68,00  |
| A. Plattner     | Redskins Verona              | 1   | 12     | 4      | 0    | 49       | 0    | 46,88  | 67,63  |
| Mi. Meloni      | Crusaders Cagliari           | 5+1 | 88+16  | 32+5   | 6+2  | 424+5    | 4+0  | 29,69  | 67,53  |
| P. Ragazzini    | Buccaneers Comacchio         | 3   | 44     | 16     | 1    | 105      | 1    | 42,99  | 59,36  |
| G. Ronga        | Eagles Salerno               | 5   | 65     | 21     | 10   | 298      | 3    | 23,91  | 55,28  |
| G. Omietti      | Alligators Rovigo            | 6   | 96     | 23     | 9    | 363      | 5    | 21,14  | 54,16  |
| F. Forster      | Fighting Ducks Lazio         | 5+1 | 15+1   | 6+0    | 0+1  | 55+0     | 0+0  | 21,61  | 53,88  |
| D. Annibale     | Islanders Venezia            | 4+1 | 35+21  | 8+6    | 1+4  | 128+95   | 1+1  | 18,38  | 52,38  |
| D. Cipolla      | Elephants Catania            | 4   | 70     | 18     | 4    | 231      | 2    | 26,55  | 51,43  |
| M. Scacco       | Hurricanes Vicenza           | 4   | 43     | 16     | 4    | 170      | 0    | 10,80  | 51,18  |
| R. Simonetti    | Draghi Udine                 | 6   | 46     | 17     | 4    | 110      | 1    | 16,39  | 46,83  |
| S. Centonze     | Thunders Trento              | 6+1 | 127+25 | 38+8   | 17+0 | 445+96   | 3+1  | 11,32  | 46,48  |
| R. Blanco Taver | Mexicans Pederobba           | 6+1 | 100+5  | 22+5   | 12+0 | 340+76   | 2+1  | 13,53  | 45,57  |
| G. Vincenti     | Frogs Legnano                | 6   | 90     | 26     | 12   | 236      | 1    | 3,70   | 27,92  |
| M. Gelli        | Buccaneers Comacchio         | 5   | 60     | 18     | 12   | 161      | 2    | 11,11  | 23,54  |
| M. Beluto       | Eagles Salerno               | 1   | 13     | 3      | 1    | 23       | 0    | 7,53   | 22,55  |
| G. Furnari      | Alfieri Asti                 | 6   | 77     | 18     | 11   | 158      | 1    | 4,33   | 16,33  |
| A. Tramontano   | 82'ers Napoli                | 3   | 28     | 7      | 3    | 37       | 0    | 0,00   | 14,67  |
| N. Luciani      | Buccaneers Comacchio         | 1   | 22     | 5      | 4    | 40       | 0    | 0,00   | 1,64   |
| N. Arnaldi      | Pirates Savona               | 3   | 11     | 1      | 1    | 7        | 0    | 1,70   | -3,75  |

- Miglior QB della stagione regolare: F. Freddini ( Nuovi Grifoni Perugia), 192,85
- Miglior QB dei playoff: H. Falbo ( Achei Crotone), 201,44
- Miglior QB della stagione: A. Angeloni ( Angels Pesaro), 179,93